# Radostín (district de Havlíčkův Brod)
Pour les articles homonymes, voir Radostín.
Radostín (en allemand : Radostin) est une commune du district de Havlíčkův Brod, dans la région de Vysočina, en Tchéquie. Sa population s'élevait à 163 habitants en 2020.

## Géographie
Radostín se trouve à 7 km au nord-nord-ouest de Havlíčkův Brod, à 30 km au nord de Jihlava et à 92 km au sud-est de Prague.
La commune est limitée par Olešná au nord, par Radostín u Havlíčkova Brodu, un quartier exclavé de Havlíčkův Brod, à l'est, par Veselý Žďár au sud et par Lučice à l'ouest.

## Histoire
La première mention écrite du village date de 1591. Il se trouve dans la région historique de Bohême.